# Gisekiaceae
Gisekiaceae је мала фамилија зељастих биљака из реда Caryophyllales. Обухвата један род (Gisekia) са пет врста, распрострањених у Африци и Азији.
Таксономски статус фамилије је често оспорен (нпр. не постоји у класификацији APG из 2000. године), а филогенетски положај фамилије у реду је неутврђен. Постоје подаци који указују на сродност са фамилијом Phytolaccaceae.